# Davide Carcuro
Davide Carcuro (Treviso, 28 maggio 1987) è un calciatore italiano, di ruolo centrocampista.

## Carriera
Passa dal Treviso alla Fiorentina, senza esordire con nessuna di queste due squadre di Serie A. Nella stagione 2009-2010 gioca 22 partite in Serie B con la Salernitana.
Torna tra i cadetti con la Ternana nella stagione 2012-2013, dopo aver vinto con gli umbri il campionato di Prima Divisione. Conclude la sua seconda stagione a Terni con 30 presenze e un'importante rete ai fini del torneo, realizzata contro il Livorno, che da una parte permette ai rossoverdi di rimanere in B, e dall'altra all'Hellas Verona di effettuare il sorpasso decisivo sugli amaranto per la promozione in massima serie.
Dopo 75 partite e 4 reti realizzate, il giocatore nel gennaio 2014 lascia la Ternana per passare al Venezia. Realizza la prima rete coi lagunari il 10 agosto, in Coppa Italia, nel 5-1 al Taranto. Conclude la prima stagione con 11 presenze. Si ripete rispettivamente alla prima e alla seconda giornata del campionato successivo contro Renate e Pordenone. Conclude la stagione con 9 presenze e 2 reti, e con il fallimento della squadra rimane svincolato.
Inizia la stagione 2015-2016 in Lega Pro con la maglia della Pro Patria, ma nel corso del mercato di gennaio si trasferisce a titolo definitivo al Rimini, sempre in Lega Pro dove con i romagnoli colleziona 14 presenze (16 se si aggiungono i playout) e contribuendo alla salvezza dei biancorossi agli spareggi contro l' L’Aquila, successivamente si svincola dal club in seguito al fallimento che impedí ai romagnoli di iscriversi alla Lega Pro
Nel luglio 2016 passa al Prato, ancora in Lega Pro dove colleziona 17 presenze trovando in due occasioni la via del gol. Anche con la maglia gigliata si salva ai playout contro il Tuttocuoio permettendo ai toscani un altro anno in terza serie.
Il 27 luglio 2017 viene ingaggiato dalla Liventina, formazione trevigiana militante in Serie D per poi passare a gennaio al Cuneo in Serie C.
Il 20 giugno firma un contratto per il Mumbai City, squadra indiana, ma l'esperienza durerà soltanto fino al 5 agosto quando rescinde il contratto per tornare in Italia. Il giorno dopo firma un contratto annuale con la Pro Vercelli per poi passare dopo sei mesi al Liventina.
Il 16 novembre 2020 firma col Chonburi.

## Palmarès

### Club

#### Competizioni nazionali
- Lega Pro Prima Divisione: 1

Ternana: 2011-2012